# John Balliol

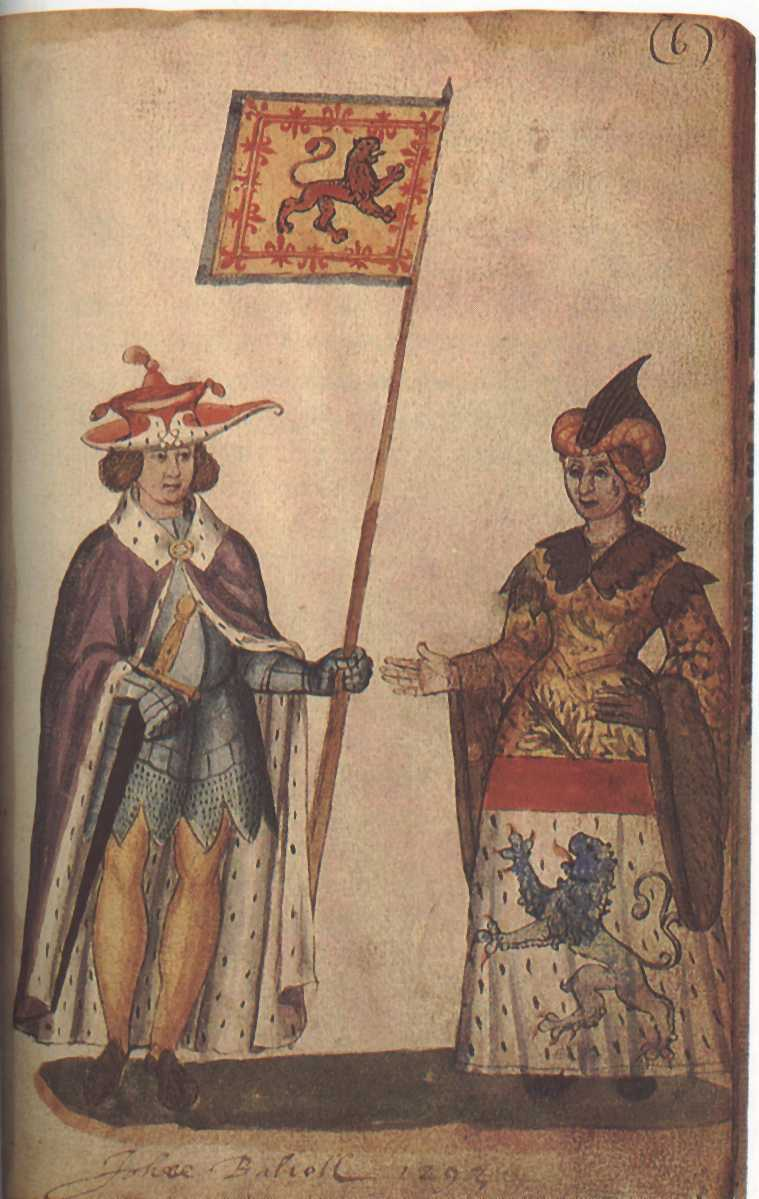
John Balliol mit seiner Ehefrau Isabella de Warenne, Seton Armorial, 1591

John Balliol (eigentlich John de Balliol, genannt Toom Tabard) (* zwischen 1248 und 1250; † vor 4. Januar 1315) war ein schottischer König. Seine kurze Herrschaft war der Beginn einer Reihe von Kriegen zwischen Schottland und England, die sich über mehrere Jahrhunderte erstreckten.

## Herkunft und Erbe
John Balliol entstammte der anglonormannischen Familie Balliol. Er war der vierte und jüngste Sohn seines gleichnamigen Vaters John de Balliol und von dessen Frau Dervorguilla. Sein Vater war ein nordenglischer Baron, dem unter anderen Barnard Castle und weitere Besitzungen in Northumberland gehörten. Möglicherweise wurde John in der Picardie geboren, wo seine Familie weitere Ländereien bei Hélicourt und im Vimeu besaß. Über seine Kindheit und Jugend ist nur wenig bekannt. Seine Mutter war eine sehr fromme Frau, und als vierter Sohn erhielt John vermutlich keine ritterliche Ausbildung, sondern war für einen Beruf als Geistlicher vorgesehen. Er besuchte vermutlich entweder die Novizenschule des Kathedralpriorats von Durham oder die allgemeine almonry school in Durham. 1294 konnte er nachweislich selbst lesen. Sein Vater starb 1268, worauf sein ältester Bruder Hugh die Besitzungen der Familie erbte. Dieser starb jedoch 1271 kinderlos, und da bis 1278 auch seine beiden anderen Brüder Alan und Alexander kinderlos gestorben waren, wurde John rasch als rechtmäßiger Erbe der Besitzungen der Familie anerkannt. Dennoch verging nach dem Tod von Alexander de Balliol fast ein Jahr, ehe er sein Erbe antreten konnte. Während dieser Zeit waren die Besitzungen der Familie in Northumberland unter königlicher Verwaltung gestellt. Erst nachdem Balliol dem englischen König Eduard I. für seine Güter, die er als Kronvasall hielt, und Bischof Robert von Durham als weiteren Lehnsherrn gehuldigt hatte, durfte er sein Erbe antreten. Warum der König die Übergabe des Erbes solange verzögert hatte, ist unbekannt. Dazu war sein Erbe stark geschmälert, denn sowohl seine Mutter wie auch Agnes de Valence und Aliénor de Genoure, die Witwen seiner Brüder Hugh und Alexander hatten jeweils einen Anspruch auf ein umfassendes Wittum.

## Tätigkeit als englischer Magnat
Als englischer Magnat erlangte Balliol zunächst keine größere politische Bedeutung. Auch um die schottische Politik kümmerte er sich kaum, obwohl seine Mutter umfangreiche Besitzungen in Schottland besaß und seine Schwester Eleanor mit John Comyn, Lord of Badenoch einen bedeutenden schottischen Adligen geheiratet hatte. Er verhandelte offenbar mit dem schottischen König Alexander III. über die Freilassung von Thomas of Galloway, den Halbbruder seiner Mutter, den diese nach einem blutigen Erbstreit seit 1235 in Barnard Castle gefangen hielt. Allerdings wurden die Verhandlungen nach dem Tod des Königs 1286 nicht weiterverfolgt. Erst nach der Absetzung von Balliol als schottischer König 1296 kam Thomas of Galloway nach über sechzigjähriger Gefangenschaft frei. Dagegen kümmerte sich Balliol häufig um seine französischen Besitzungen. Nachweislich 1283, 1284 und 1289, möglicherweise auch 1282 und 1285 besuchte er, teils für längere Zeit, seine Ländereien in der Picardie.

## Rolle während der ungeklärten Thronfolgefrage ab 1286

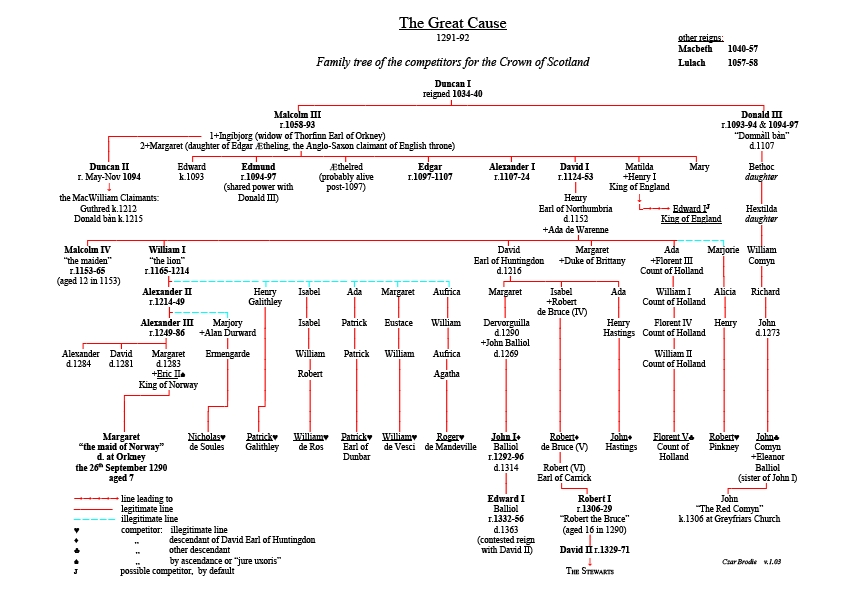
Abstammung der Anwärter auf den Thron vom schottischen Königshaus

Im März 1286 verunglückte der schottische König Alexander III. tödlich. Da seine einzige Nachfahrin seine in Norwegen lebende Enkelin Margaret war, war die Thronfolge ungeklärt. Innerhalb eines Monats nach dem Tod des Königs soll es im schottischen Parlament zu einem erbitterten Streit zwischen Robert de Brus, Lord of Annandale und Balliol gekommen sein, die beide den Thron beanspruchten. Seinen Thronanspruch begründete Balliol mit der Abstammung seiner Mutter vom schottischen Königshaus. Sie war die zweite Tochter von Margaret, der ältesten Tochter von David, Earl of Huntingdon, einem jüngeren Bruder des schottischen Königs Wilhelm I. Zwar wurde Balliol zunächst nicht Mitglied des Regentschaftsrates, der die Regierung von Schottland übernahm, aber er galt aufgrund seiner Abstammung allgemein als potentieller Thronanwärter. Schließlich einigten sich die schottischen Adligen aber darauf, die norwegische Prinzessin Margaret, die Enkelin des verstorbenen Königs, als Thronfolgerin anzuerkennen.
Nach dem Tod seiner Mutter Dervorguilla im Januar 1290 konnte Balliol ein reiches Erbe mit umfangreichen Besitzungen in England und in Schottland antreten. Bis Anfang März nahm er die englischen Ländereien in Besitz, wann er dazu die schottischen Ländereien, darunter Wigtownshire und Kirkcudbright in Galloway, in Besitz nahm und den Titel Lord of Galloway erhielt, ist nicht überliefert. Durch dieses Erbe war Balliol zum reichen Magnaten aufgestiegen und wurde damit zum Objekt königlicher Begierde. Im Mai 1291 beschlagnahmte der englische König Besitzungen und Vieh von Balliol wegen angeblicher Schulden in Höhe von über £ 1235. Balliol zahlte offenbar eine kleinere Summe an den König, womit die Schuld zunächst als beglichen galt. 1293 erließ ihm aber der englische König £ 3000 von der Gebühr in Höhe von über £ 3289, die Balliol ihm für die Übergabe seines Erbes schulden sollte.

## Einer der Anwärter auf den schottischen Thron
Durch den Tod von Margaret, der Maid of Norway, auf der Überfahrt nach Schottland im September 1290 war die schottische Thronfolge wieder ungeklärt. Balliol erneuerte nun seinen Thronanspruch, bezeichnete sich selbst als Erbe des Throns von Schottland und suchte nach Unterstützern. Vier Earls, mehrere andere Magnaten, dazu sechs Bischöfe sowie acht Äbte unterstützten seinen Thronanspruch. Balliol traf sich mit Bischof Antony Bek von Durham, dem Beauftragten des englischen Königs für Schottland, und suchte dessen Unterstützung. Ende 1290 oder Anfang 1291 sollen jedoch sieben schottische Earls den englischen König gewarnt haben, Balliol voreilig als König anzuerkennen. Balliol galt allgemein als der aussichtsreichste Thronanwärter, doch auch Robert de Brus bestand auf seinem Thronanspruch. Als nun ein offener Thronfolgekrieg zwischen Balliol und Bruce drohte, und da es neben Balliol und Brus noch eine Reihe anderer Anwärter auf den schottischen Thron gab, einigten sich die schottischen Adligen schließlich, die Entscheidung einer Gerichtsversammlung unter Vorsitz des englischen Königs zu überlassen. Dieser nahm die Aufgabe an und verlangte am 2. Juni 1291 von den Thronanwärtern zunächst die Anerkennung seiner Oberherrschaft. Diese leistete ihm Balliol am 3. Juni. Von den 104 Mitgliedern dieser Versammlung, die über das später Great Cause genannte Verfahren entscheiden sollten, durfte Balliol vierzig bestimmen. Sein Schwager John Comyn of Badenoch, der selbst einen Anspruch auf den Thron hatte, unterstützte die Vertreter, die Balliol für die Versammlung nominieren durfte. Am 3. August 1291 begründete Balliol vor der Versammlung seinen Thronanspruch. Sein Hauptkonkurrent war Robert de Brus, der ein Sohn von Isabel, der jüngeren Schwester von Balliols Großmutter war. Als Neffe von Balliols Großmutter hatte Brus eine nähere Verwandtschaft zum schottischen Königshaus als Balliol und begründete damit einen stärkeren Anspruch auf den Thron. Die Gerichtsversammlung folgte schließlich Balliols Argumentation, nach der er als Enkel der ältesten Tochter von Earl David of Huntingdon den stärkeren Thronanspruch hatte. Dies wurde am 17. November 1292 vom englischen König bestätigt. In der Schlussphase hatten drei weitere Thronanwärter, nämlich William de Ros, William de Vescy und Graf Florens von Holland den Thronanspruch von Balliol unterstützt, doch möglicherweise waren sie von ihm bestochen worden. Am 30. November 1292 wurde Balliol in einer feierlichen Zeremonie in Scone als König der Schotten inthronisiert. Da der Earl of Fife ein Kleinkind war und die Zeremonie nicht durchführen konnte, übernahm der englische Baron John de St John dessen Aufgabe.

## König von Schottland

### Übernahme der Regierung
Obwohl Balliol mit Unterstützung des englischen Königs den Thron bestiegen hatte, handelte er als König selbständig und war keine Marionette von Eduard I. Es gelang ihm rasch, eine effektive Verwaltung aufzubauen. Bereits um 1292 war sein königlicher Haushalt handlungsfähig. Als König stützte er sich auf zahlreiche Vertraute und Verbündete, die ihm als Ratgeber oder als Beamte dienten. Viele von ihnen waren Gefolgsleute der Comyns, unter seinen Räten befanden sich mit Bischof Fraser von St Andrews und John Comyn of Badenoch zwei der ehemaligen Guardians. Beide waren, ebenso wie Gilbert und Ingram de Umfraville, durch Heirat mit ihm verwandt. Als Chamberlain diente sein Verwandter Alexander de Balliol, der die Aufgaben dieses Amts bereits seit 1287 wahrnahm. Ein weiterer Verwandter von ihm war Hugh de Eure (auch Iver), der bereits seinem Vater als Testamentsvollstrecker gedient hatte und nun Balliol als Gesandter diente. 1294 ernannte er Master Thomas of Hunsigore zu seinem Kanzler. Master Thomas stammte aus Yorkshire und war der Familie Balliol seit langem verbunden. Auch Walter of Cambo, ein früherer Sheriff von Northumberland, und William of Silksworth waren Gefolgsmänner der Balliols und dienten nun als königliche Beamte. Andererseits versuchten auch Bischof Antony Bek von Durham, der Lehnsherr von einem Teil seiner Familiengüter, und sein Vasall John de Lisle aus Northumberland Balliols neue Stellung als König zu ihrem Vorteil auszunutzen.
Zwischen Februar 1293 und Mai 1294 hielt Balliol vier Parlamente ab, durch die er seine königliche Autorität erheblich ausbauen konnte. Beispiellos war hierbei seine Aufforderung, dass jeder während eines Parlaments Verstöße und Verbrechen dem König und dem Rat anzeigen durfte. Anfang 1293 ordnete Balliol die Bildung von drei Sheriffdoms in den westlichen Highlands an, dabei ernannte er William, 3. Earl of Ross zum Sheriff von Skye, Alexander Macdougall, Lord of Argyll zum Sheriff von Lorn und James Stewart zum Sheriff von Kintyre. Dem loyalen MacDougall, der ein Schwager von John Comyn of Badenoch war, übergab er dabei offenbar die Gesamtaufsicht über die drei neuen Sheriffdoms. Mit diesen neuen Verwaltungsbezirken wollte der König seine Autorität auch auf Westschottland ausweiten. Andererseits war seine Autorität nicht unangefochten, wie die Ernennung eines neuen Bischofs für die Diözese Whithorn zeigt. Obwohl Balliol als König und dazu als Lord of Galloway die Vorherrschaft über die Diözese hatte, musste er 1294 Thomas of Dalton, einen von Brus unterstützten Kandidaten als Bischof anerkennen. Balliol nutzte seine Stellung als König auch zu seinem und zum Vorteil seiner Familie aus. Im August 1293 erkannte beispielsweise das schottische Parlament seinen Anspruch auf das Erbe eines Onkels von ihm in Berwickshire an. 1293 erteilte er Kaufleuten aus Amiens in der Picardie einen Schutzbrief, um ihren Handel mit Blaufärbstoff zu fördern.

### Streit um die Oberhoheit mit England
Die Herrschaft von Balliol wurde rasch durch einen Konflikt mit dem englischen König belastet. Der englische König beanspruchte ab Dezember 1292 offen die Oberhoheit über Schottland, was er wohl schon spätestens ab Juni 1291 insgeheim geplant hatte. Dabei berief er sich auf die Hommage, die Balliol ihm im Juni 1291 geleistet hatte. Balliol war nicht bereit, dies anzuerkennen, da er die Hommage dem englischen König nur in seiner Funktion als Schiedsrichter im Great Cause geleistet hatte. Die Souveränität des schottischen Königs wurde nun durch eine Reihe von Berufungsverfahren belastet, mit denen sich schottische Gerichte an den englischen König wandten. Die elf bekannten Berufungen, die von neun Klägern stammten, prägten Ballios Herrschaft. Von den Klägern waren drei Engländer, die sich aufgrund ihrer Unzufriedenheit mit der schottischen Politik an die englische Krone wandten. Das Berufungsverfahren von Master Roger Bartholomew aus Berwick war klar politisch von Eduard I. initiiert, um die schottische Reaktion zu testen, während die Klage von Macduff of Fife auf Landbesitz im nördlichen Fife, den ihm Balliol vorenthalten würde, zweifelhaft war. Balliol trotzte zunächst den Aufforderungen des englischen Königs, sich wegen dieser Klagen vor dem englischen Parlament zu verantworten. Schließlich erschien er im Herbst 1293 vor einem englischen Parlament. Dabei bestritt er das Recht des Parlaments, als Berufungsinstanz für schottische Gerichte zu dienen. Unter dem Druck des englischen Königs widerrief er dann aber seinen Protest und erneuerte seine Hommage gegenüber dem König.

### Offener Konflikt mit dem englischen König

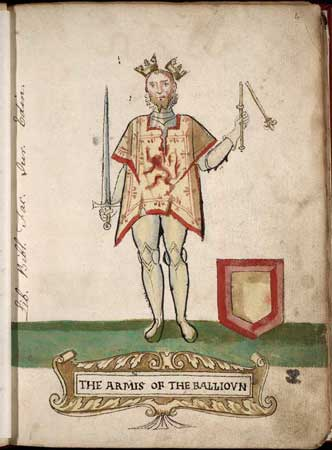
König John, seine Krone und Zepter symbolisch gebrochen, dargestellt in dem Forman Armorial, 1562 geschrieben für Maria Stuart

Als der englische König im Juni 1294 Balliol und 26 schottische Magnaten zum Kriegsdienst nach Frankreich aufrief, ignorierten die Schotten dies stillschweigend. Vor Mai 1295 erklärte der französische König Philipp IV., dass die Schotten nicht Feinde, sondern Freunde Frankreichs seien. Anfang Juli ernannte dann ein schottisches Parlament in Stirling vier Gesandte, die ein Bündnis mit Frankreich aushandeln sollten. Dieses Bündnis wurde im Oktober 1295 geschlossen und am 23. Februar 1296 von Balliol und dem Parlament gebilligt. Es beinhaltete ein militärisches Bündnis zwischen Frankreich und Schottland, dazu wurde eine Heirat von Balliols ältestem Sohn Edward und einer Nichte des französischen Königs vereinbart. Während des Parlaments in Stirling hatten die Magnaten dazu zwölf Guardians gewählt, die entweder wegen Balliols schlechter Gesundheit oder wegen seiner mangelnden Vertrauenswürdigkeit die Regentschaft übernahmen. Dennoch standen die Magnaten offenbar fest zum Herrschaftsanspruch von Balliol und seiner Familie. Diese frankreich-freundliche Politik provozierte natürlich den englischen König, der sich weiter mit dem französischen König im Krieg befand. Eduard I. verlangte nun die Übergabe einer Reihe von schottischen Burgen und Städten als Sicherheit für die schottische Akzeptanz von Beschlüssen des englischen Parlaments. Als die Schotten dies verweigerten, kam es zum offenen Krieg mit England. Der englische König zog ein Heer zusammen, mit dem er Ende März 1296 nach Ostschottland zog. Am 27. April besiegte ein englisches Heer unter John de Warenne, dem Schwiegervater von Balliol, ein schottisches Heer klar in der Schlacht bei Dunbar. Balliol zog sich in einer ziel- und erfolglosen Flucht durch Angus nach Norden zurück, ehe er Ende Juni Gesandte zum englischen König schickte und um Friedensverhandlungen bat.

## Abdankung, Gefangenschaft und Exil

### Erzwungene Abdankung
Eduard I. erfuhr erst nach dem Sieg von dem Inhalt des schottischen Bündnisses mit Frankreich. Dennoch war er zunächst gewillt, Balliol nach seiner Aufgabe schonend zu behandeln. Möglicherweise wollte er ihm im Gegenzug für seinen freiwilligen Thronverzicht ein englisches Earldom anbieten. Bischof Antony Bek, der Bevollmächtigte von Eduard I., bestand dann jedoch auf eine formelle Übergabe der Regierungsgewalt über Schottland, dem formalen Zerbrechen von Balliols Siegel und seiner bedingungslosen Unterwerfung dem englischen König gegenüber. Schließlich musste sich Balliol dreimal unterwerfen. Am 2. Juli musste er in Kincardine seine Rebellion gegenüber dem englischen König als seinen Oberherrn eingestehen, am 7. Juli widerrief er im Kirchhof von Stracathro das Bündnis mit Frankreich und am 10. Juli verzichtete er in Brechin Castle auf sein Königreich und seinen Königstitel. Dann soll er nach Montrose Castle gebracht worden sein, wo er öffentlich Buße leisten musste. Dabei wurde ihm das königliche Wappen von seinem Wappenrock bzw. Tabard entfernt, wodurch er seinen Spottnamen Toom Tabard (deutsch leerer Wappenrock) erhielt. Seine Besitzungen in England waren während des Kriegs von der englischen Krone beschlagnahmt worden.

### Gefangenschaft in England
Thomas und Henry of Lancaster eskortierten Balliol von Montrose nach Canterbury. Von dort wurde er nach London gebracht, wo er Anfang August zunächst im Tower of London, dann in milder Haft in Hertford gefangen gehalten wurde. In Hertford durfte er beispielsweise bis August 1297 auf die Jagd gehen. Anschließend wurde er bis Juli 1299 wieder im Tower of London inhaftiert, wobei er mindestens einmal den Tower verlassen durfte und beim Bischof von Durham in einem Haus außerhalb Londons zu Gast war. Bei dieser Gelegenheit soll er die Schotten beschuldigt haben, dass sie ihn vergiften wollten. In Schottland war es seit 1297 zu einer Rebellion gegen die englische Herrschaft gekommen, wobei die als Führer gewählten Guardians im Namen von Balliol handelten.

### Exil in Frankreich
Im Juni 1299 schlossen England und Frankreich ein Abkommen, das den 1298 geschlossenen Waffenstillstand ergänzte. Auf Drängen des französischen Königs und von Papst Bonifatius VIII. akzeptierte der englische König dabei, dass Balliol in päpstliche Obhut überstellt wurde. Dies gab den Schotten, die weiter einen Unabhängigkeitskrieg in Balliols Namen gegen den englischen König führten, neue Hoffnung. Balliol verließ über Dover England und erreichte am 18. Juli Wissant, wo er Gesandten des französischen Königs und dem päpstlichen Legaten Rinaldo da Concorezzo übergeben wurde. Dabei musste Balliol schwören, an dem Ort zu wohnen, dem ihm der Legat oder ein anderer Beauftragter des Papstes zuwies. Vier Tage später wurde Balliol an Beauftragte von Bischof Guy II. de Collemède von Cambrai übergeben, später wurde er in die Burg von Gevrey-Chambertin gebracht, die dem Abt von Cluny gehörte. Anfang Oktober 1301 erfuhren englische Beamte, dass der französische König Balliol in seinen eigenen Burgen in der Picardie wohnen ließ. Dabei befürchteten die Engländer, dass die Franzosen den Krieg mit England wiederaufnehmen und dabei Balliol mit einer großen Armee nach Schottland bringen würden. In Schottland galt Balliol auch nach seiner erzwungenen Abdankung als rechtmäßiger König. Dabei hofften die Schotten, dass der Papst und der französische König seine Wiedereinsetzung oder die Thronfolge seines Sohns Edward unterstützen würden. Sowohl der Papst wie auch der französische König hatten versichert, Balliols Anspruch zu unterstützen, und möglicherweise wurde durch Balliols Einfluss John Soulis als alleiniger Guardian eingesetzt. Anfang 1302 betrachtete selbst Eduard I. die Rückkehr von Balliol als möglich, wobei er ihn nicht mehr als König anerkennen wollte. Nach der vernichtenden Niederlage eines französischen Heeres in der Sporenschlacht von Kortrijk im Krieg gegen Flandern im Juli 1302 schwand jedoch die Aussicht, dass Frankreich effektiv Balliols Ansprüche unterstützen würde. Trotz intensiver Bemühungen von schottischen Gesandten schlossen England und Frankreich im Mai 1303 den Vertrag von Paris, der den Krieg zwischen den beiden Reichen beendete. In dem Vertrag verzichteten die Franzosen darauf, Schottland weiter zu unterstützen. Möglicherweise hatte Balliol selbst dem zugestimmt, da er im November 1302 den französischen König ermächtigt hatte, in seinem Namen Verhandlungen mit England zu führen. Als in Frankreich lebender Exilant hatte Balliol dabei aber kaum eine andere Wahl, als die Entscheidungen des französischen Königs zu akzeptieren. Nach dem Friedensschluss mit Frankreich konzentrierte der englische König seine Anstrengungen auf den Krieg in Schottland. Dort konnte er bis 1304 offenbar die militärische und politische Kontrolle erreichen. Nach dem Friedensschluss zwischen England und Frankreich und den Erfolgen des englischen Königs in Schottland war Balliols Bedeutung und seine Chance, den Thron zurückzugewinnen, stark gesunken. Dann rebellierte 1306 Robert Bruce, der Enkel seines Widersachers Robert de Brus, gegen die englische Herrschaft und ließ sich zum König der Schotten krönen. Damit galt Balliol nicht mehr als rechtmäßiger König, dennoch gab er bis zu seinem Tod seinen Thronanspruch nicht auf. Nachgewiesen trat er zuletzt im März 1314 in Erscheinung, er starb wahrscheinlich Ende 1314. Der französische König Ludwig X. erfuhr am 4. Januar 1315 von seinem Tod.

## Ehe und Nachkommen
Balliol hatte vermutlich im Februar 1281 Isabella de Warenne, die zweite Tochter von John de Warenne, 6. Earl of Surrey geheiratet. Mit ihr hatte er zwei Söhne:
- Edward Balliol (nach 1281–1364)
- Henry Balliol († 1332)

Sein ältester Sohn Edward wurde der Erbe der verbliebenen Besitzungen in Frankreich. Er versuchte ab den 1330er Jahren vergeblich, den Anspruch auf den schottischen Thron militärisch durchzusetzen.

## Nachwirkung
Gemäß der Primogenitur war Balliol 1290 der rechtmäßige Erbe des schottischen Throns. Robert Bruce, der sich nach 1306 erfolgreich als König behaupten konnte, ließ sich bei einem Parlament 1309 als rechtmäßiger Erbe anerkennen, womit Balliols Herrschaft als unrechtmäßig dargestellt wurde. Diese Sicht ließ Bruce noch 1328 im Frieden mit England bestätigen. Dies führte wohl mit dazu, dass über Balliols Leben, abgesehen von den wenigen Jahren seiner Herrschaft, relativ wenig bekannt ist. Damit gehört er zu den unbekanntesten Königen des hohen und späten Mittelalters der britischen Inseln. Historiker haben sich hauptsächlich mit seiner Reaktion auf die Berufungsverfahren an den englischen König und auf die Umstände seiner Abdankung befasst. Dabei wird generell angenommen, dass er mit der damaligen schwierigen politischen Situation überfordert war. Dem Druck von Eduard I. konnte er nicht widerstehen, wie die persönliche Konfrontation während des Parlaments 1293 deutlich zeigte. Als eigentlich englischstämmige und später als Toom Tabard verspottete Person blieb er in Schottland nicht in guter Erinnerung. Als John Stewart, Earl of Carrick 1390 den schottischen Thron bestieg, ließ er sich als Robert III. titulieren, damit er nicht mit dem Scheitern seines Namensvetters John de Balliol in Verbindung gebracht wurde.

## Fiktionale Darstellungen
John Balliol wurde in folgenden Dramen dargestellt:
- John Balliol, Ein historisches Drama in fünf Akten basierend auf seinem Leben, geschrieben von William Tennant.
- Eine Gestalt namens Balliol, dargestellt von dem britischen Schauspieler Bernard Horsfall, trat in Mel Gibsons Oscar-prämierten, 1995 erschienenen Film Braveheart auf, der eine heroische Geschichte des schottischen Nationalhelden William Wallace zum Inhalt hat. Balliol wird hier lediglich als Anwärter auf die schottische Krone dargestellt, ohne aber näher auf seine Bedeutung einzugehen. Er basiert vermutlich ziemlich frei auf dem historischen John Balliol, obwohl dieser damals in Wirklichkeit im Exil in Frankreich lebte.